# Cryptogramme musical

Motif BACH.

Un cryptogramme musical est une séquence cryptogrammatique de symboles musicaux, qui peut faire référence à un texte extra-musical, généralement entre les noms de notes et les lettres. Les exemples les plus courants et les plus connus proviennent de compositeurs utilisant des versions chiffrées de leur propre nom ou de celui de leurs amis comme thèmes ou motifs dans leurs compositions. Beaucoup plus rare est l'utilisation de la notation musicale pour encoder des messages à des fins d'espionnage ou de sécurité personnelle appelée stéganographie.
En raison des innombrables façons dont les notes et les lettres peuvent être liées, il est difficile de détecter les chiffrements cachés et de prouver un déchiffrement précis.

## Histoire
Depuis l'attribution initiale, par les théoriciens de la musique occidentale, des noms de lettres aux notes de musique au IXe siècle, il est devenu possible d'inverser la procédure et d'attribuer des notes aux lettres, et de constituer ainsi des mots ou des noms. Cependant, cela ne semble pas être devenu une technique reconnue jusqu'à la période romantique. À partir du milieu du XIXe siècle, elle est devenue assez courante. Les chiffrements antérieurs sporadiques utilisaient des syllabes de solmisation.

## Systèmes

### Syllabes aux noms de solmisation
On pense que cette méthode a été utilisée pour la première fois par Josquin des Prés dans sa Missa Hercules Dux Ferrarie. Il a été nommé soggetto cavato par le théoricien Zarlino. Dans ce schéma, les sons des voyelles du texte sont mis en correspondance avec les sons des voyelles des syllabes de solmisation de Guido d'Arezzo (où « ut » est la racine, que nous appelons maintenant « do »). Ainsi le nom latin du dédicataire 'Hercules Dux Ferrarie' (Ercole d'Este, duc de Ferrare) devient re-ut-re-ut-re-fa-mi-re, qui se traduit par DCDCDFED en notation moderne, le C étant le ut. C’est le cantus firmus de la messe. La méthode de Josquin a été imitée par plusieurs de ses contemporains et successeurs, dont Adrian Willaert et Costanzo Festa.

### Lettres pour noter les noms
Étant donné que les noms de notes ne couvrent que les lettres A à G (reflétant la répétition d'octave de ces noms), le problème se pose de savoir comment chiffrer le reste de l'alphabet. Historiquement, il y a eu deux solutions principales, que l'on peut appeler par commodité les méthodes « allemande » et « française ».

#### Méthode allemande
Parce que le développement des noms de notes eu lieu dans le cadre des modes, dans le monde germanophone, le si bémol était nommé « Si » et le si naturel était nommé « H ». Le cryptogramme musical le plus courant est le motif BACH, qui a été utilisé par Johann Sebastian Bach lui-même, par ses contemporains et par de nombreux compositeurs ultérieurs. D'autres noms de notes ont été dérivés par le son, par exemple Mi bémol, Es en allemand, pourrait représenter S et A-bémol le digraphe As.
Les compositeurs moins chanceux que Bach semblent généralement avoir choisi d'ignorer les lettres non musicales pour générer leurs motifs. Par exemple, Robert Schumann, utilisateur invétéré de cryptogrammes, n'a que SCHA (mi bémol, do, si naturel, la) pour se représenter dans Carnaval. Parfois la substitution phonétique pouvait être utilisée, Schumann représentant Bezeth par BESEDH. Johannes Brahms a utilisé BAHS (si bémol, la, si naturel, mi bémol) pour son nom de famille dans la fugue d'orgue mineur en la bémol, et la langue mixte Gis-E-La (sol dièse, mi, la) pour Gisela von Arnim, parmi de nombreux exemples.

#### Méthode française
La méthode « française » de génération de cryptogrammes est apparue à la fin du XIXe siècle et s'apparentait davantage au chiffrement normal. La version la plus populaire consistait à écrire les lettres H-N, O-U et V-Z en lignes sous les notes diatoniques originales A-G, comme suit :
| A | B | C | D | E | F | G |
| - | - | - | - | - | - | - |
| H | I | J | K | L | M | N |
| O | P | Q | R | S | T | U |
| V | W | X | Y | Z |   |   |

De sorte que A, H, O et V sont chiffrés par la note A, B, I, P et W par B (bémol ou bécarre), et ainsi de suite. Ce schéma a été utilisé par Jules Écorcheville, rédacteur en chef de la revue SIM, pour solliciter les commémorations du centenaire de Joseph Haydn en 1909, sauf qu'il a détourné le H en si naturel, sans doute pour éviter trop de notes répétées. Écrivant à Gabriel Fauré à propos de l'invitation, Camille Saint-Saëns dit qu'il écrit à Écorcheville pour lui demander de prouver que Y et N peuvent signifier D et G car « ce serait ennuyeux de nous mêler à une farce qui ferait de nous la risée du monde musical allemand ». Les correspondances multiples de cette méthode rendent plus difficile le repérage de possibles motifs dans la partition musicale que la correspondance simple (à l'exception de « As ») du système allemand.

### XIXesiècle
Une tradition française d'usages festifs s'est développée à partir du centenaire de Haydn, avec des hommages à Gabriel Fauré par Maurice Ravel, Florent Schmitt, Charles Koechlin et d'autres en 1922 (rajoutés plus tard par Arnold Bax, 1949) et à Albert Roussel par Francis Poulenc, Arthur Honegger, Darius Milhaud et d'autres (utilisant divers schémas de chiffrement) en 1929. Le système de Honegger impliquait d'associer les lettres après « H » aux notes altérées (dièses et bémols), un exemple de la façon dont les cryptogrammes chromatiques pourraient être plus facilement adaptés dans la musique du XXe siècle.
Olivier Messiaen a développé son propre chiffrement complet, impliquant des hauteurs et des longueurs de notes, pour son œuvre pour orgue Méditations sur le mystère de la Sainte Trinité (1969). Dmitri Chostakovitch a utilisé le schéma allemand pour sa devise personnelle D-Es-CH (D, E-flat, C, B-natural), représentant D.SCH, qui apparaît dans plusieurs de ses œuvres les plus. Elliott Carter a présenté à la fois un cryptogramme pour le nom de famille « Boulez » dans sa pièce Réflexions (2004) et un symbole sonore du prénom « Pierre ».
Les cryptogrammes étaient moins courants en Angleterre, mais Edward Elgar, qui s'intéressait également à la cryptographie générale et aux énigmes, a écrit un premier Allegretto pour ses élèves les sœurs Gedge en utilisant GEDGE et une partie de «l'énigme» dans les Variations Enigma implique des cryptogrammes.

### Autres
En 1947, Friedrich Smend a suggéré que Bach chiffrait des nombres significatifs par des méthodes comprenant des répétitions d'un motif, d'un mot ou d'une phrase ; les notes jouées sur le continuo ; l'utilisation de la séquence ; et les notes jouées par l'accompagnement. Cependant, Ruth Tatlow a présenté des preuves remettant en question la plausibilité des affirmations de Smend.
Au cours du premier quart du XXe siècle, l'auteur et occultiste américain Paul Foster Case a établi un cryptogramme musical ésotérique à des fins de magie cérémonielle. Le système était un dérivé d'un chiffrement utilisé par un ordre magique affilié appelé l'Ordre hermétique de l'Aube dorée. Chaque note du système à 12 tons s'est vu attribuer un ensemble de correspondances comprenant des couleurs, des planètes, des signes du zodiaque et des lettres hébraïques. Les noms sacrés des personnages bibliques ont été traduits lettre par lettre en une séquence linéaire de notes de musique, de sorte que chaque lettre puisse être chantée par la congrégation à l'unisson.
Ezra Sandzer-Bell a écrit et publié deux livres sur ce sujet, décrivant comment le système de cryptographie musicale de Paul Foster Case pourrait être appliqué à l'écriture de chansons. N'importe quel mot peut être traduit phonétiquement en hébreu et converti à l'aide du cryptogramme de Case pour générer une série de notes. Le projet de Sandzer-Bell implique la conversion des noms communs et latins des plantes, des arbres et des champignons en mélodies. Chaque chanson a été composée en consommant la plante sous forme de thé ou de teinture, puis en utilisant les effets physiques de la plante pour déterminer le type de rythme, d'harmonie, d'instruments et de dynamique à utiliser. Un long concept de démonstration et de preuve est accessible au public sur le site Web de l'auteur.

## Résumé des motifs de signature

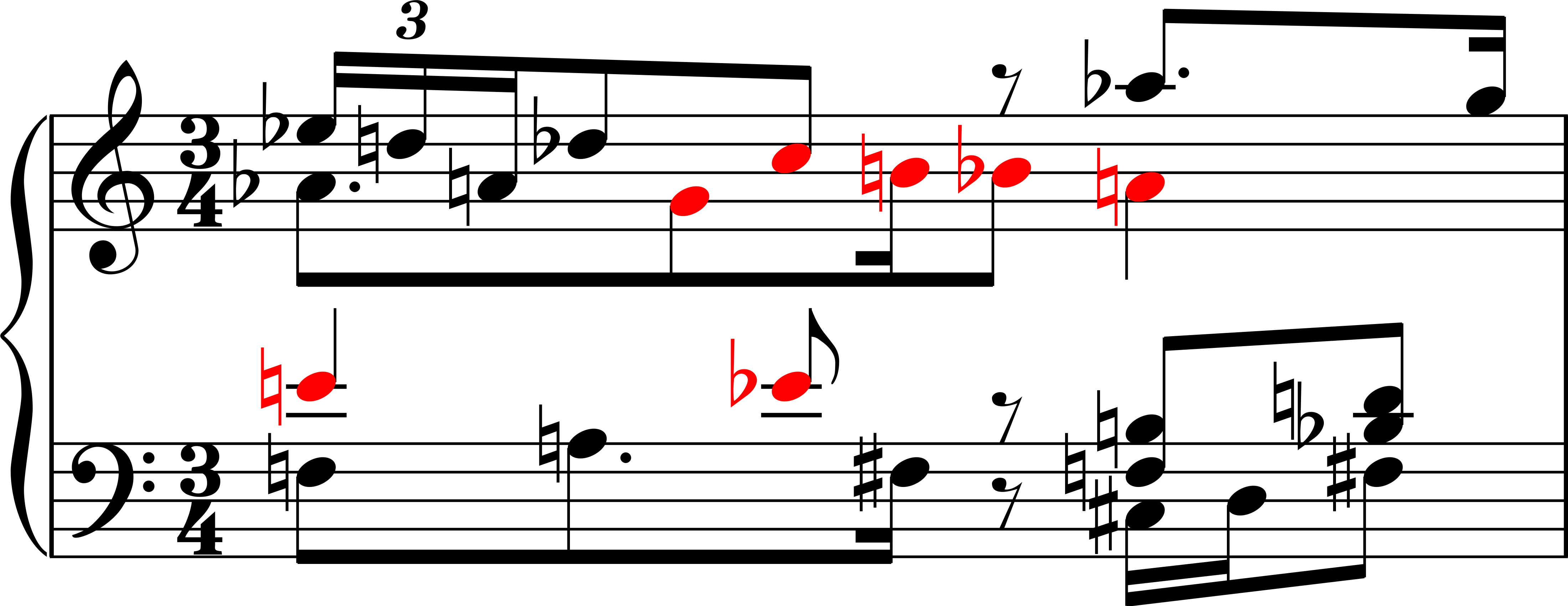
Aschbeg situé dans Sechs kleine Klavierstücke de Schoenberg, Op.19, no. 1, m.5. Les notes ne viennent pas dans l'ordre orthographique mais sont toutes adjacentes (non séparées par d'autres notes).

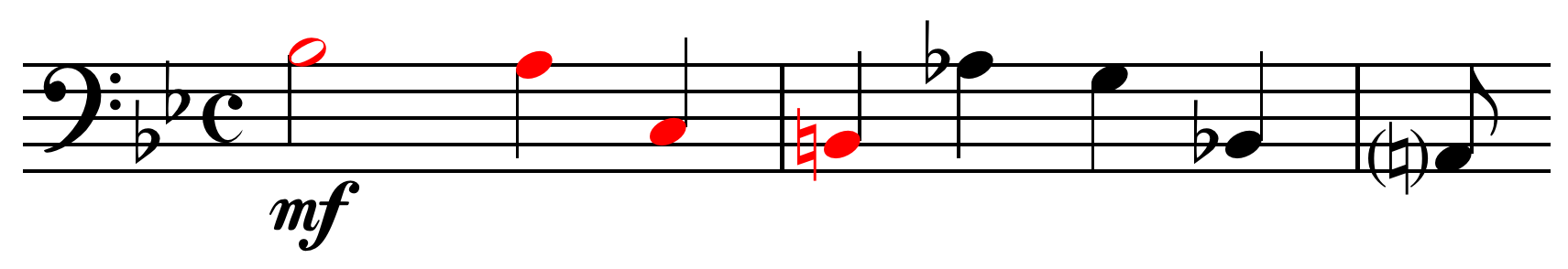
Motif BACH suivi d'une version transposée des Sechs Fugen über den Namen B-A-C-H de Schumann, op. 60, non. 4, mm. 1-3. C et H sont transposés vers le bas, laissant l'orthographe inchangée mais modifiant le contour mélodique.

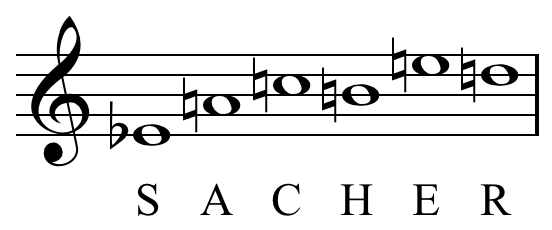
Hexacorde de Sacher : E (Es) ACB (H) ED (Re).

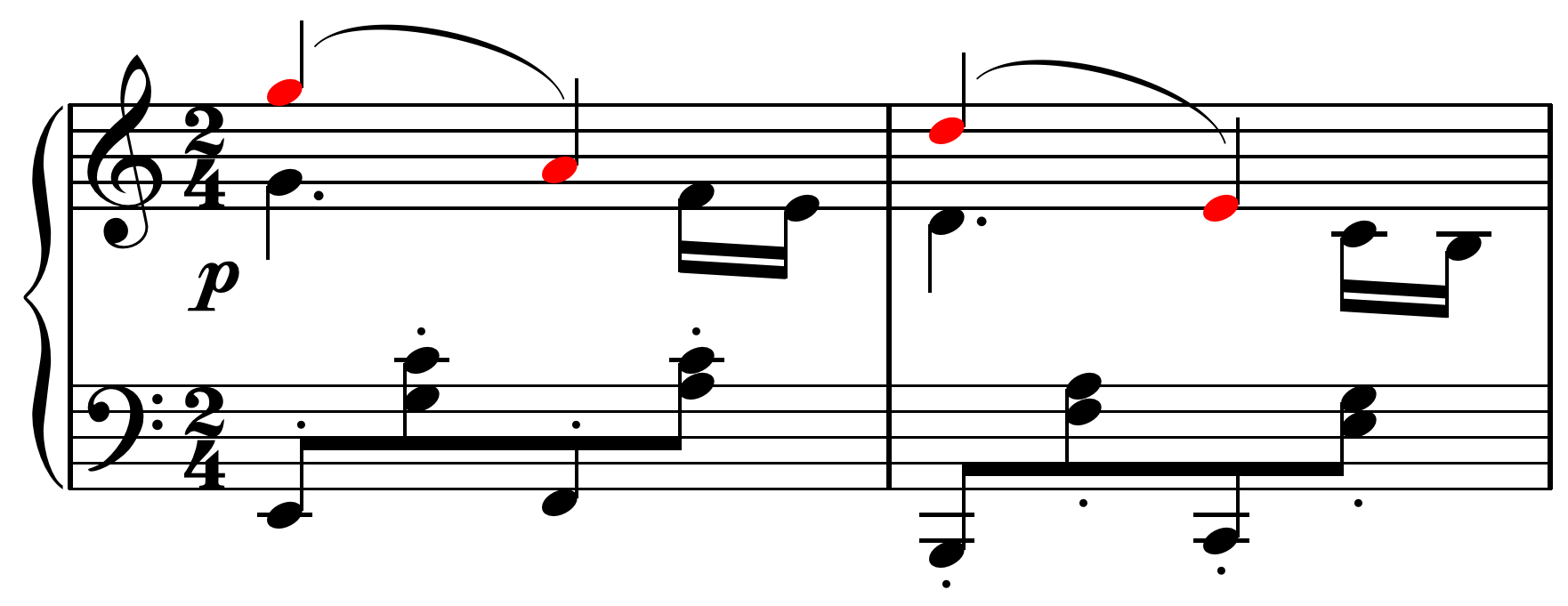
Gade, Drei kleine Clavierstücke, no. 3, Alla marcia, mm.20-21.

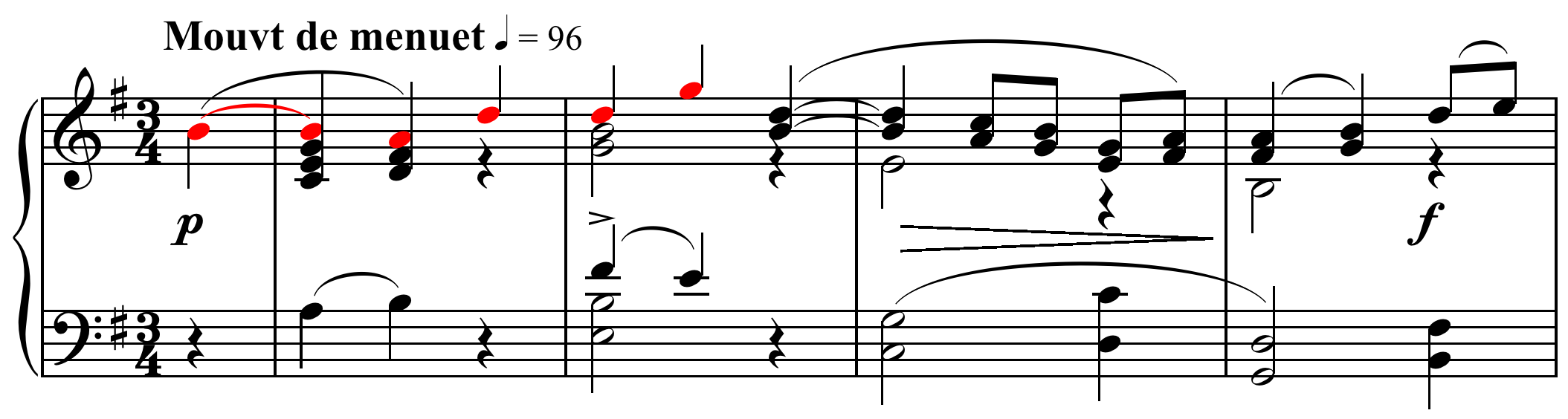
Haydn, Menuet sur le nom de Haydn de Ravel.

La liste suivante ne comprend que des motifs connus pour avoir été utilisés dans des œuvres publiées.
- A, B, E, B, A

Pour Aubrey Brain, utilisé dans le Sextet pour piano et vents de Gordon Jacob, qui portait l'inscription In memoriam Aubrey Brain.
- A, B , B natural
, F (= UNE, B, H, F )

Pour Alban Berg et Hanna Fuchs-Robettin ( A . B . et H . F .), utilisé dans le Lyric Suite de Berg
- A, B, E, G, G (= A, B, E, G, G)

Pour Meta Abegg, l'inspiration fictive des variations Abegg de Robert Schumann, op. 1
- A, C, A, D, A, C, A

Surnom (Acka Dacka) d'AC/DC, utilisé pour le riff de guitare dans la chanson Whole Lotta Rosie du groupe, sortie en 1977.
- A, D, A, A, F (= A, L, A, I, N)

Pour Jehan Alain, utilisé par Maurice Duruflé dans son Prélude et Fuge sur le nom d'Alain (op. 7).
- A, D, E, C, B, F, E (= A, D, S, C, H, F, E)

Pour Alfred Schnittke et Vladimir Feltzmann, ustilisé par Alfred Schnittke dans son Sonata No. 1
- A, E, C, Bnatural
 (= A, S, C, H) et A, C, Bnatural
 (= As, C, H)

Utilisé dans le Carnaval de Schumann, Op. 9.
- [A], E, C, Bnatural
, B, E(natural
), G (= [A], S, C, H, B, E, G)

Pour Arnold Schönberg  (A. Schönberg).
- B, A, B, E (= B, r, A, H, m, Es)

Pour Brahms, utilisé par Alfred Schnittke dans son Quasi Una Sonata avec le motif B-A-C-H et autres
- B, A, C, Bnatural
 (= B, A, C, H)

Pour Jean-Sébastien Bach
- B, A, D, D, G (= H, A, Y, D, N)

Pour Joseph Haydn, utilisé par Maurice Ravel dans son Menuet sur le nom d'Haydn et par d'autres contributeurs du SIM.
- B, A, F (= B, La, F)

Pour Mitrofan Belyayev, utilisé par Nikolay Rimsky-Korsakov, Alexander Borodin, Anatoly Lyadov et Alexander Glazunov dans un quatuor à cordes.
- B, D, G, A, C, F (= B, Re, Gis, La, Do, Fa)

De la phrase en russe берегись Лядова (beregis' Lyadova, attention à Lyadov), utilisé par Nikolay Myaskovsky dans son Quatuor à cordes No. 3
- B, E, B, A or B, A, B, E

Pour Béla Bartók (Béla Bartók)
- C, A, G, E

Pour John Cage, utilisé par Pauline Oliveros et dans la composition CAGE DEAD de Simon Jeffes de la Penguin Cafe Orchestra
- C, F, E, B, A, C, H

Pour Carl Philipp Emanuel Bach avec les initiales de son nom - Carl Philipp (Filippo) Emanuel Bach -. Le motif est basé sur la nomenclature musicale allemande, mais les initiales du nom du compositeur apparaissent partiellement en allemand et en italien, au lieu de Philipp comme Filippo. Le motif de C. F. E. BACH apparaît dans une Fughetta en fa majeur inédite de C. Ph. E. Bach, trouvée au Conservatorium de Bruxelles
- D, A, C, H, S

Pour Josef Dachs. Il était professeur de piano au conservatoire de Vienne. Hans Rott était probablement l'un de ses élèves au conservatoire lorsqu'il a composé sa Dachs-Studie pour orchestre à cordes.
- D, E, C, B (= D, S, C, H)

Pour Dmitri Shostakovich (D. Schostakowitsch)
- E, A, C, B, E, D (= Es, A, C, H, E, Re)

Pour Paul Sacher
- E, A, E, D, A (= E, La, Mi, Re, A)

Pour Elmira Nazirova, disciple de Dmitri Shostakovich, utilisé dans sa Symphonie No. 10
- E, C, Bnatural
, A (= S, C, H, A)

Pour Schumann, utilisé dans Carnaval, il s'agit d'une réorganisation du motif ASCH de cette pièce.
- F, A, E et F, A, F

Pour Frei aber einsam et Frei aber froh, « libre mais solitaire » et « libre mais heureux » en allemand ; la première, la devise de son ami Joseph Joachim (Sonate F-A-E), qualifiée de « plus romantique » que la seconde, une devise « séparatiste » de Johannes Brahms Symphonie No. 3.
- F, E, C, B (= F, S, C, H)

Pour Franz Schubert (F. Schubert).
- G, A, B, D, B, E, E, F, A, G, D, E (= G, A, B, Re, H, E, Le - F, A, Ug, Re, E)

Pour Gabriel Fauré, utilisé par les collaborateurs de la célébration de Fauré par Henry Prunières dans le numéro d'octobre 1922 de La Revue musicale
- G, A, D, E

Pour Niels Gade ; le motif est à la base du Nordisches Lied, no 41 de l'Album pour la jeunesse de Robert Schumann, opus 68. Son sous-titre est Gruss an G.
- G, Eflat
, A, B (= G, Es, A, H)

Pour Gustav Holst (Gustav Holst).
- A, E, G, E, B, B (= La, Es, Sol, Mi, Ti, Ti)

Pour les initiales du London Symphony Orchestra (=La Es Sol) et de Michael Tilson Thomas (=Mi Ti Ti), utilisées par Oliver Knussen dans Flourish with Fireworks. Thomas a commandé à Knussen le concert d'ouverture de sa première saison en tant que chef principal de l'Orchestre symphonique de Londres - la pièce est « affectueusement dédiée à Michael Tilson Thomas et à l'Orchestre symphonique de Londres. »
- E, B, G

Pourr Edvard Grieg